# Lula (Italien)
Lula (sardisk: Lùvula) er en by og en kommune (comune) i provinsen Nuoro i regionen Sardinien i Italien. Byen ligger i 521 meters højde og har 1.397 indbyggere (2016). Kommunen har et areal på 148,72 km² og grænser til kommunerne Bitti, Dorgali, Galtellì, Irgoli, Loculi, Lodè, Onanì, Orune og Siniscola.